# Amsterdam Bijlmer ArenA vasútállomás
Amsterdam Bijlmer ArenA vasútállomás Hollandiában, Amszterdam városában.

## Vasútvonalak
Az állomást az alábbi vasútvonalak érintik:
- Amsterdam–Arnhem-vasútvonal
- Utrechtboog
- 54-es metró
- 50-es metróvonal

## Kapcsolódó állomások
A vasútállomáshoz az alábbi állomások vannak a legközelebb:
- Amsterdam RAI (Amsterdam RAI, Utrechtboog)
- Duivendrecht (Amsterdam Centraal, Amsterdam–Arnhem-vasútvonal)
- Amsterdam Holendrecht (Emmerich-Elten railway station, Amsterdam–Arnhem-vasútvonal)
- Strandvliet metro station (Isolatorweg, 50-es metróvonal)
- Bullewijk (Gein, 50-es metróvonal, 54-es metró)
- Strandvliet metro station (Metrostation Centraal Station, 54-es metró)